# Kissin’ Dynamite
Kissin’ Dynamite — немецкая группа, образованная в городе Ройтлинген в 2006 году. На сегодняшний день в активе команды пять студийных альбомов. Коллектив также активно гастролирует и принимает участие в крупных фестивалях, завоевывая признание на европейской хард-рок сцене.

## История

### Основание
Предшественником Kissin’ Dynamite была школьная группа Blues Kids, образованная братьями Браун — Ханнесом (Hannes Braun) и Андэ (Ande Braun), когда им было по 9 и 10 лет соответственно. Музыкой ребята начали заниматься ещё раньше — в возрасте семи лет. Позже к группе присоединился басист Штеффен Хайле (Steffen Haile). Параллельно у Андэ и гитариста Джимми Мюллера (Jim Müller) была своя группа. Встретившись на одном из концертов, музыканты обеих команд поняли, что хотят играть вместе. Так, на основе двух школьных коллективов, была сформирована группа Kissin’ Dynamite.

### 2006. Начало карьеры
История Kissin’ Dynamite начинается с 2006 года. На заре своей карьеры коллектив исполнял преимущественно каверы на хиты различных рок-групп, иногда разбавляя сет собственными песнями, получившими признание у слушателей. В 2007 году группа начинает сотрудничать с продюсерской компанией Elephant Music. В этом же году музыканты разослали свои демо по лейблам и в итоге добились контракта с мейджором EMI/Capitol Records. Дебютный альбом «Steel of Swabia» был выпущен в 2008 году, когда ребятам было всего по 16 лет. В 2009 году коллектив выступил на немецком фестивале Bang Your Head.
Тем временем участники группы закончили школу и перед ними встал вопрос что делать дальше. Группа работала над вторым альбомом, и никто не хотел бросать начатое. В то же время ребята ещё не могли зарабатывать на жизнь музыкой. В итоге вокалист группы Ханнес решил продолжить учёбу в Поп-академии в Мангейме. Летом 2015 года Ханнес на «отлично» сдал итоговый экзамен, получив степень бакалавра по специальности «певец, автор песен».

### 2010. «Addicted to Metal» и сотрудничество с Удо Диркшнайдером
Второй альбом, получивший название «Addicted to Metal», вышел в свет в 2010 году. В записи заглавного трека принял участие Удо Диркшнайдер, вокалист хэви-метал группы U.D.O. По словам Ханнеса Брауна, они встретились на фестивале Bang Your Head в Германии, и Удо сказал, что ему нравится музыка группы. Тогда Ханнес попросил для Kissin' Dynamite разрешения поехать в качестве «разогрева» в тур с группой Удо, на что тот ответил: «Клевая идея!» После тура Ханнес попросил Удо записать вокал для одной из песен нового альбома Kissin’ Dynamite. «Addicted to Metal» попал в национальные чарты, что стало огромным прорывом для молодой группы.
Группе очень не нравилось сотрудничество с EMI, так как крупные лейблы довольно плохо работают с независимыми и новыми группами. По обоюдному согласию коллектив решил сменить лейбл и, по совету Удо Диркшнайдера, музыканты перешли на AFM Records, с которыми дела пошли значительно лучше.

### 2012. «Money, Sex & Power» и эксперименты с глэмом
В 2011 году группа объявила о работе над третьим альбомом, получившим название «Money, Sex & Power». Пластинка вышла в марте 2012 года и стала своего рода поворотным моментом в истории группы. Поиски «своего», узнаваемого звучания привели ребят, до этого старательно ковавших бескомпромиссный «тевтонский» метал, к кардинальной смене стиля. За основу — как внешне, так и музыкально, были взяты глэм-метал и хэйр-метал 80-х, исполненные, впрочем, с неизменной немецкой старательностью и обстоятельностью. Диск поднялся в национальных чартах до 50 места. После релиза музыканты поехали в тур совместно с глэм-метал рокерами L.A. Guns и Steel Panther.

### С 2014 и по сей день
Летом 2014 года вышел альбом «Megalomania», ставший уже четвёртой студийной работой группы. Музыкально пластинка не имеет практически ничего общего с предыдущей работой «Money, Sex and Power». Звучание группы теперь представляет собой причудливую смесь «классического» хард-рока, хэви-метала и «электронных», полутанцевальных элементов. Стоит отметить, что для коллектива, уже снискавшего популярность на «тяжелой» сцене, это был рискованный шаг. Однако Ханнес Браун о смене звучания сказал следующее: «Да, мы думали об этом и обсуждали такую возможность между собой, прежде чем начать реализовывать план. Но дело в том, что каждый новый альбом всё равно будут критиковать. Нельзя записать в точности такую же пластинку, какой была прошлая, а значит, всегда найдутся люди, которые будут говорить: „Ну вот, они изменились, занялись коммерцией и т. д.“. Нужно просто принять тот факт, что ты никогда не сможешь угодить всем и каждому. Так что мы просто сделали то, что хотели сами». Альбом занял 17 место в национальных чартах, поднявшись выше предшественников. После релиза группа отправилась в свой первый в истории хэдлайн-тур по Европе, отыграв более 37 шоу.
Последний на сегодняшний момент альбом группы «Generation Goodbye» вышел в свет 8 июля 2016 года на AFM Records. Российский релиз запланирован на 19 июля 2016 года.

## Стиль

### Музыка
Среди групп, оказавших наибольшее влияние на стиль Kissin’ Dynamite, можно выделить прежде всего AC/DC, Guns'n'Roses, Scorpions, Iron Maiden и Bon Jovi. Вокалист команды Ханнес не относит Kissin' Dynamite к какому-то определённому стилю, определяя звучание группы как «тяжёлый рок». Раннее творчество группы основывается на классическом хард-роке и хэви, на более поздних работах заметно влияние глэм-метала и хэйр-метала 80-х, что было неоднократно подтверждено в интервью. Ребята не боятся экспериментов и стремятся разнообразить свое звучание, используют клавишные и другие инструменты. Ханнес Браун об экспериментах: «Влияния 80-х — это только часть нашей музыкальной идентичности. Стоит принять во внимание, что нам ещё по 22-23 года, поэтому мы в курсе и более современных тенденций в музыке. И если объединить эти две стороны, то это и будет подлинная сущность Kissin’ Dynamite. В общем-то, именно это мы и сделали, и, конечно, это было очень смело, потому что хэви-метал и хард рок — жанры очень консервативные».
Своими вокальными «учителями» Ханнес считает Клауса Майне (Scorpions), Себастиана Баха (Skid Row) и Эксла Роуза (Guns'n'Roses).

### Тематика песен
Основым автором текстов является барабанщик Анди Шнитцер. По мере взросления участников коллектива, можно также отметить изменения в тематике песен. Со временем на смену текстам о противостоянии «всех против всех» (All Against All) и лирике с явно «металлическим» уклоном (Steel Of Swabia, Metal Nation) пришли как серьёзные и глубоко личные тексты (Golden Cage, Ticket To Paradise, Final Dance), так и откровенно пижонские (Sex is War, Ego-Shooter, Maniac Ball).
Вокалист Ханнес о лирике группы: «Она о мании величия каждого в отдельности и инстинктах человечества в целом. Всегда с небольшой долей иронии. Мы хотим, чтобы поклонники погрузились в другой мир и попробовали найти себя в нашей лирике. Мы хотим, чтобы наши песни предназначались кому-то. Они не средство самореализации.» В песнях Club 27 или Six Feet Under затрагивается тема смерти, в I Will Be King — внутренняя сторона шоу-бизнеса и внутреннее эго музыкантов.

## Интересные факты
- Брат Ханнеса, Андэ, терялся дважды в туре во время гастролей группы в Бельгии. Ханнес: "В этом туре мы были в Бельгии, и знаешь, расслабились, засмотревшись на девчонок, а мой брат не смог устоять, нашел девчонку и ушел с ней после шоу. Он частенько так теряется в туре, но всегда возвращается, а тут в первый раз потерялся по-настоящему. Мы искали его весь следующий день. Мы уже были в Германии, это уже после концерта в Бельгии, нас ждали в Ганновере, но у нас не было от него никаких известий. Когда мы дозвонились на телефон Андэ, нам ответила бельгийская полиция со словами о том, что они нашли телефон на земле. Мы поняли, что Андэ потерял телефон и продолжили тур. Мы были в Ганноввере, Кельне, Затем в Дании, и потом в Хельсинки. И именно там нам позвонил мой брат: «Эй, что происходит?» — «Я в каком-то доме в Бельгии, не знаю где, не знаю который час, ничего не знаю»[3] . Через две недели Андэ вернулся в состав группы.
- У вокалиста группы Ханнеса три татуировки: первая — на правой руке. Это динамит или взрывчатка — с подожжённым фитилём и розами вокруг. Она символизирует Kissin’ Dynamite. На левой руке карта из покера — дама и надпись: «Любишь меня, ненавидишь — мне всё равно» — отсылка к песне группы «Love Me Hate Me». Надпись, как и динамит на другой тату, украшена розами. Третья татуировка (на груди) — это надпись «Looking good dead» («Красавчик мертвец»). По словам Ханнеса, она сделана для человека, который последним увидит его тело после смерти[1].
- Когда шло обсуждение названия для будущей группы, у барабанщика Анди Шнитцера зазвонил телефон, на котором в качестве звонка стояла песня группы AC/DC "KISSIN' DYNAMITE". В итоге свою собственную группу ребята решили назвать так же.[источник не указан 3288 дней].
- Во время записи первых двух альбомов у Ханнеса проходила возрастная ломка голоса, но уже на третьем диске группы, «Money Sex & Power», процесс ломки завершился. Участники группы об этом периоде — Ханнес: «Я всегда боялся этого момента, когда у мальчиков обычно ломается голос, но мне очень повезло, это единственное объяснение. Многие мальчики теряют высокие ноты и дальше могут петь только низким голосом, но со мной этого не случилось». Джим: "Это было самое нервозное время для всей группы, так как каждые пять минут он проверял, берет ли ещё верхние ноты! Представь себе, это выглядело так: «Ааааа (поет противным высоким голосом) — „о да, я ещё способен на это!“, через пять минут „Уууууу“ (Джимми выводит ещё более противным голосом) — „о да, я ещё способен на это!“. И этот кошмар продолжался два года, каждые пять минут…»[4]

Также, песня Six feet under была использована в сериале Peacemaker от Джеймса Ганна

## Состав
С момента основания группы в 2006 году состав остается неизменным и выглядит следующим образом:
- Johannes (Hannes) Braun — вокал
- Jim Müller — гитара
- Andreas (Ande) Braun — гитара
- Steffen Haile — бас-гитара
- Andreas (Andi) Schnitzer — ударные

## Галерея

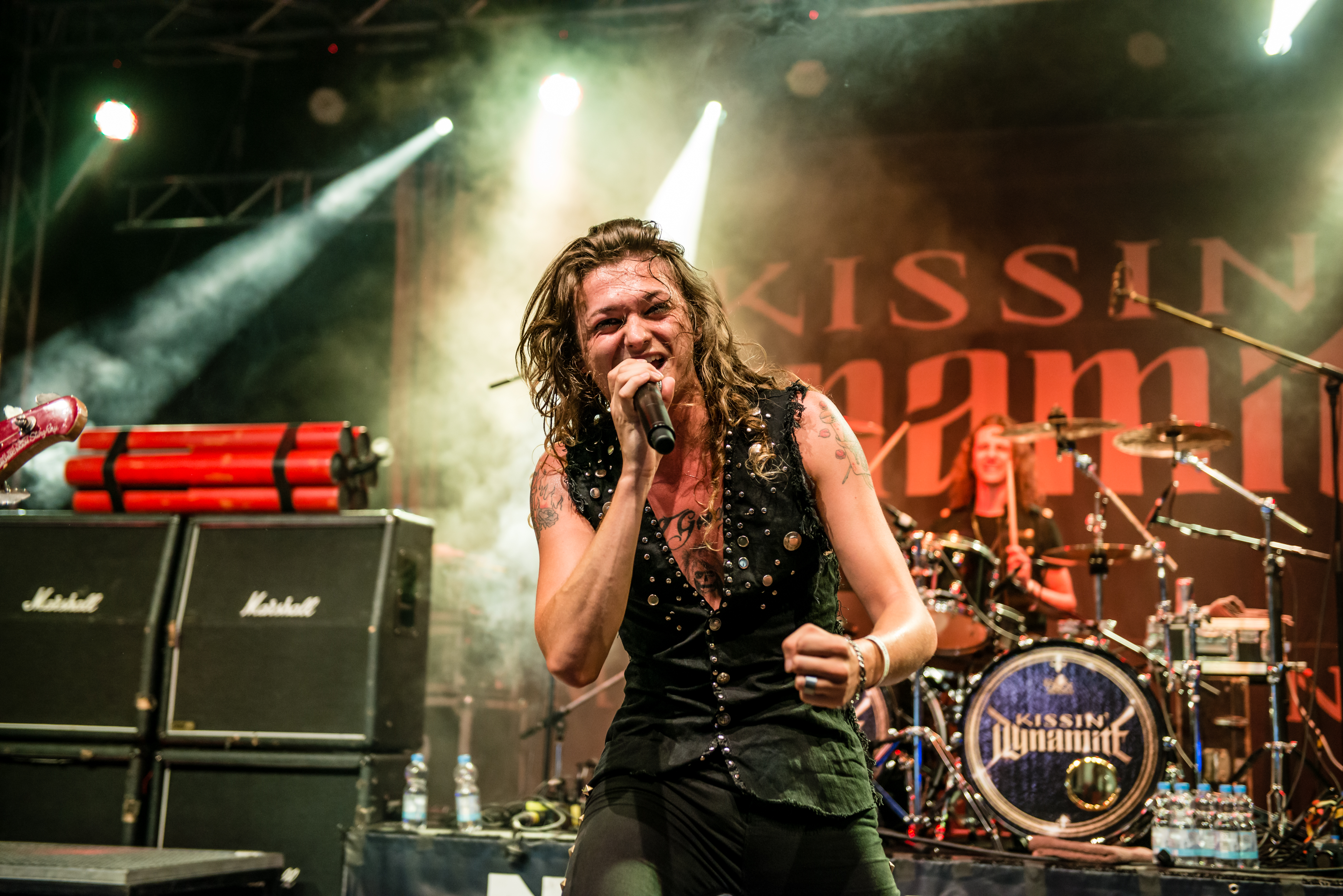
Johannes (Hannes) Braun 2015
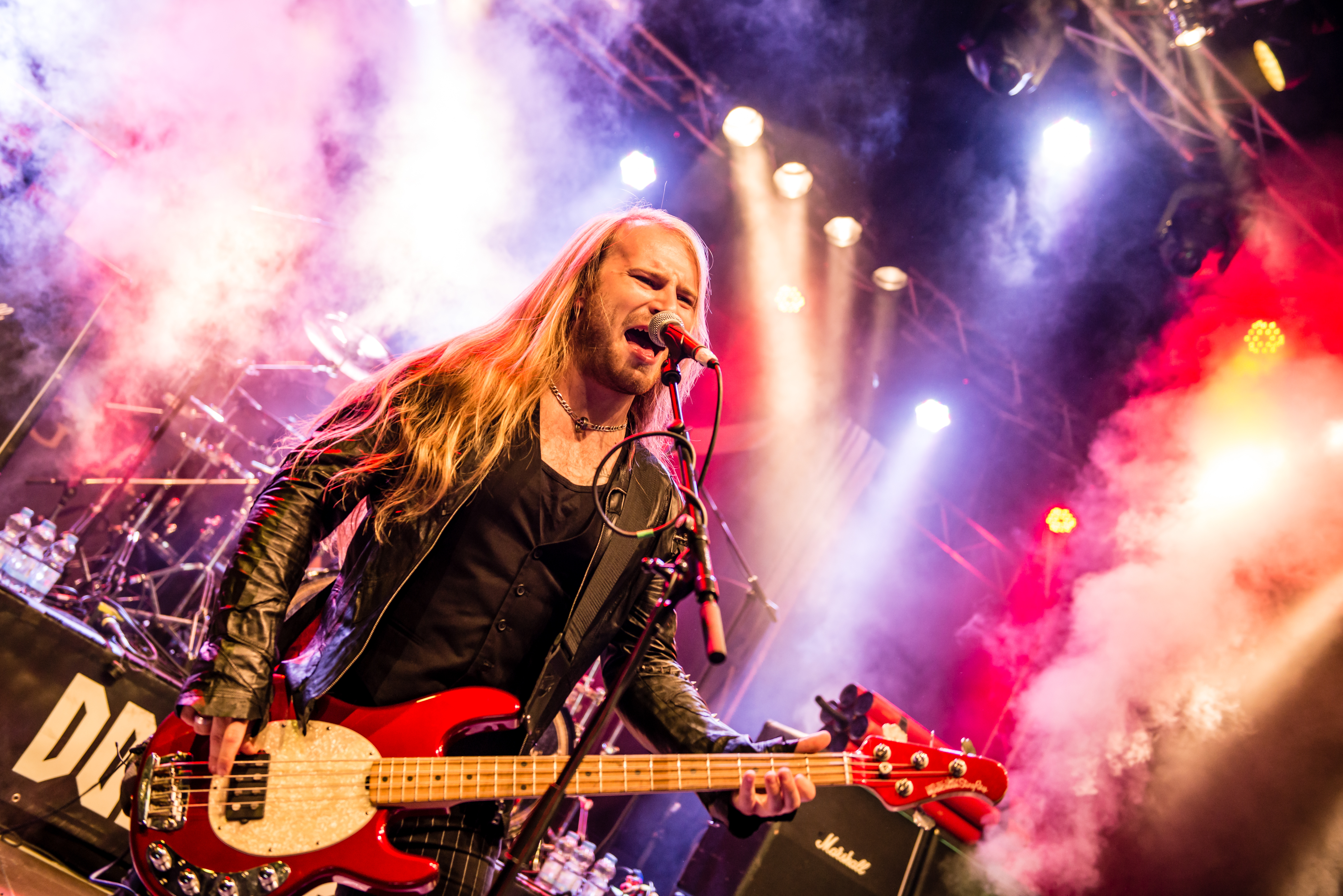
Steffen Haile 2015
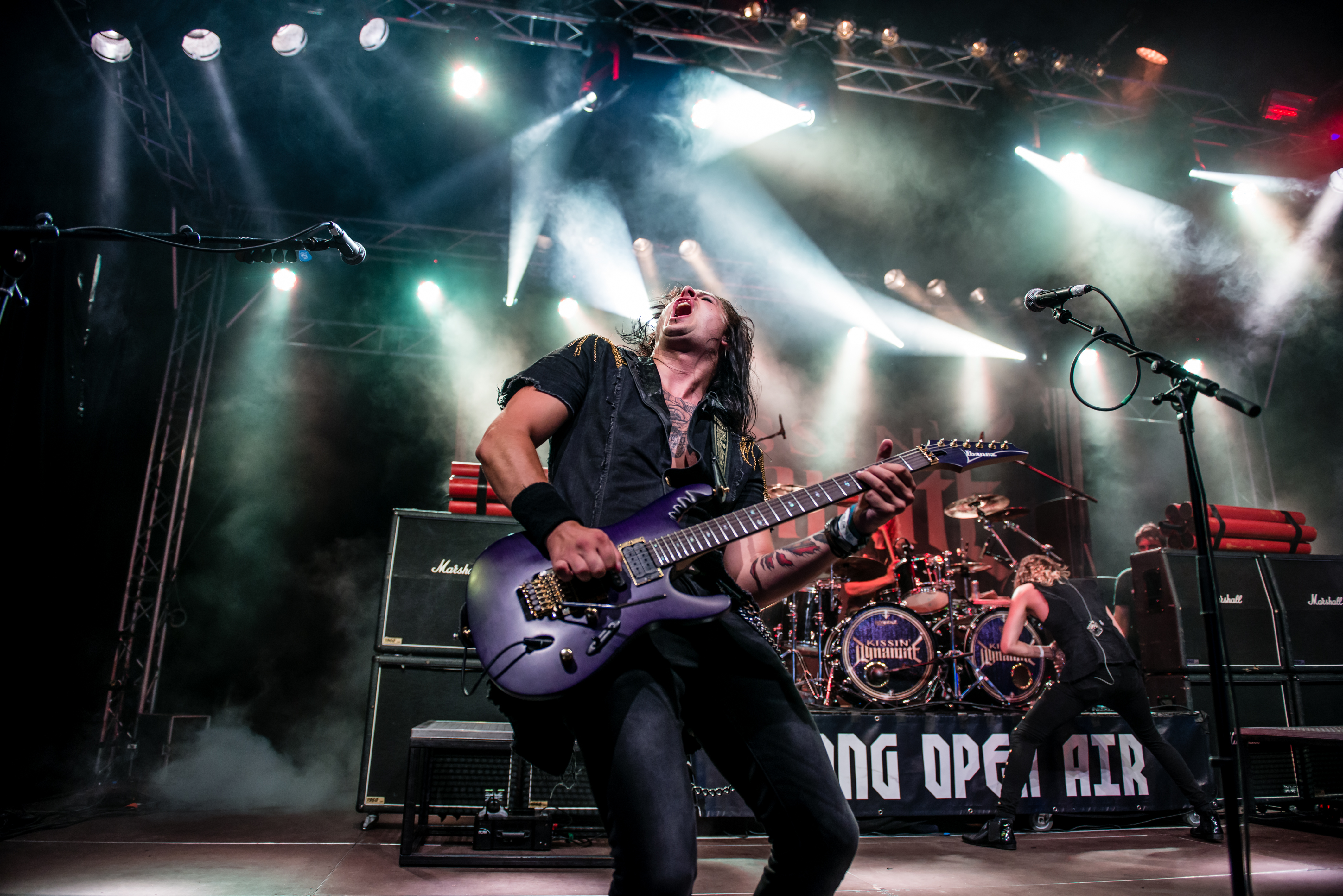
Jim Muller 2015
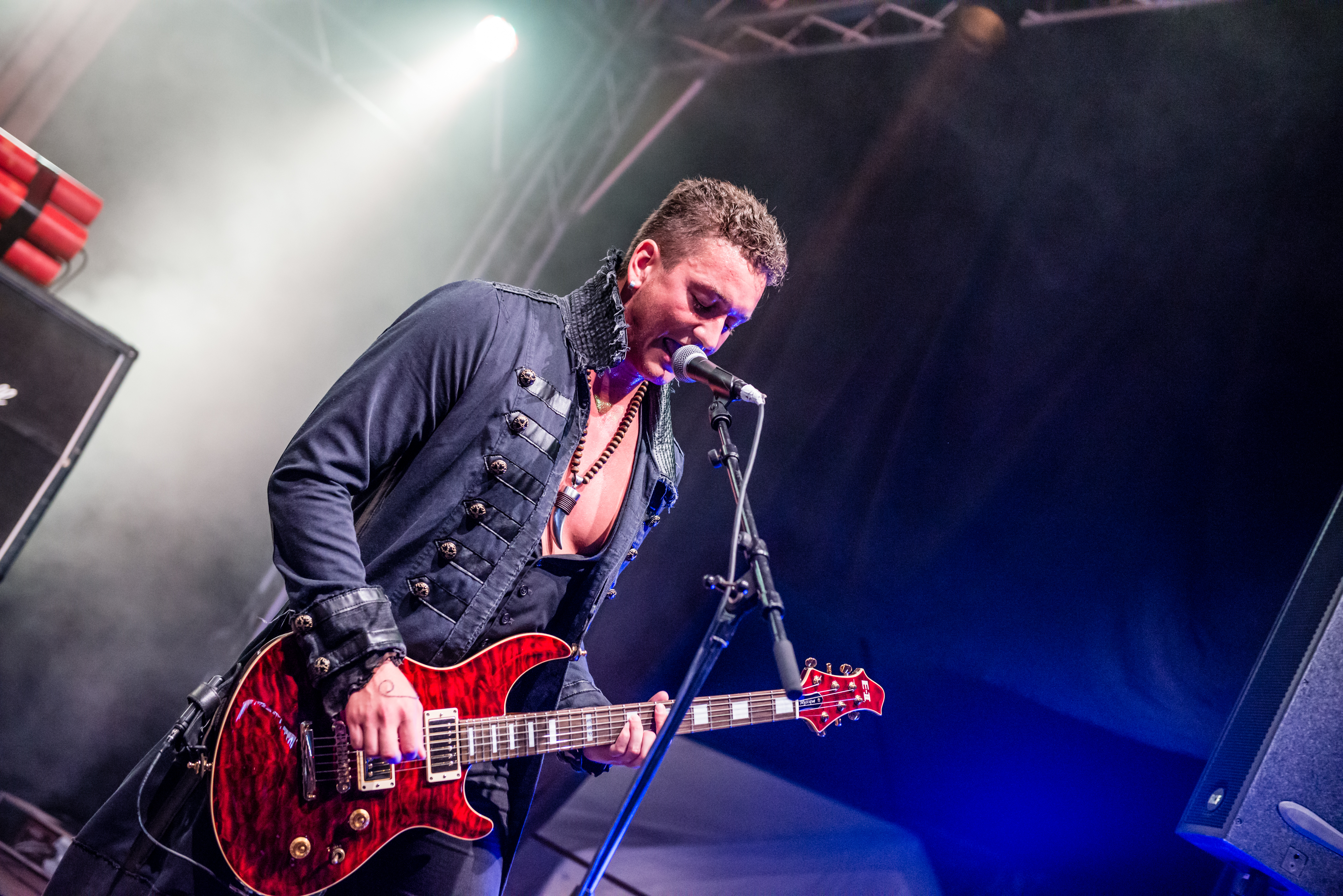
Andre (Ande) Braun 2015
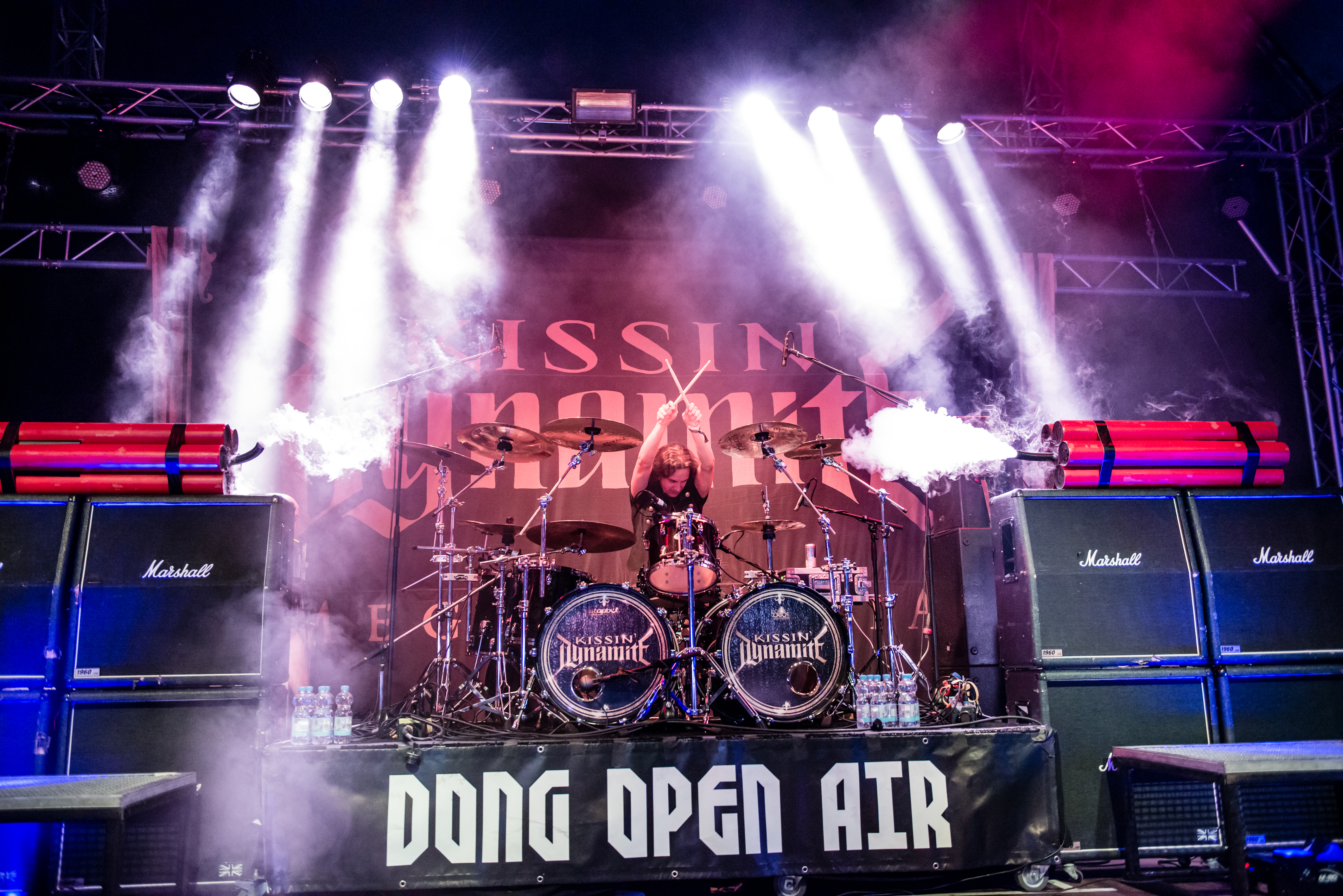
Andreas (Andi) Schnitzer 2015

## Дискография
| Дата выхода альбома | Название альбома        | Лейбл               | Позиции в чартах(Германия) |
| ------------------- | ----------------------- | ------------------- | -------------------------- |
| 2008                | Steel of Swabia         | EMI/Capitol Records | —                          |
| 2010                | Addicted to Metal       | EMI/Capitol Records | 91                         |
| 2012                | Money, Sex & Power      | AFM Records         | 50                         |
| 2014                | Megalomania             | AFM Records         | 17                         |
| 2016                | Generation Goodbye      | AFM Records         | 14                         |
| 2018                | Ecstasy                 | Metal Blade Records |                            |
| 2022                | Not The End Of The Road | Napalm Records      |                            |
| 2024                | Back with a bang!       | Napalm Records      |                            |